# Marko Tomov Ivanović
Marko Tomov Ivanović je bio sin kučkog ratnika Toma Ivanovića i unuk vojvode Ivana. Posle Prve pohare Kuča morao je sa svoja tri sina da beži prvo do Bratonožića koji nisu bili spremni da ih zaštite od Turske najezde, a zatim do Rovaca koji su im pružili utočište. Njegovi stričevi su se vratili sa porodicama u Kuče nakon nekog vremena, ali je on odlučio da ide na sever, na mesto koje će biti bezbednije i skrivenije od Turaka. Naselili su se u Lipovu kod Kolašina gde postoje neki geografski pojmovi koji nose njegovo ime (npr. Markovo brdo iznad Plane). Imao je tri sina:Toma, Baka i Đurđa. Bako se naselio u klisuri koja je ponela ime Bakovića klisura na putu Kolašin-Mojkovac, Đurđe je stigao do Lever Tare i po njegovim potomcima koji tu i danas žive se taj deo klisure naziva Đurđevića Tara, dok se Tomova porodica naselila na obroncima Sinjajevine iznad sela Polja. Marko Ivanović je bio brat od strica vojvode Martina Popovića.